# Johnsen-Rahbek-Effekt
Der Johnsen-Rahbek-Effekt ist ein elektrostatischer Anziehungseffekt zwischen der Oberfläche eines schwach leitenden Materials und einem Metall beim Anlegen einer elektrischen Spannung. Die Stärke der Anziehungskraft hängt von der Spannung und den verwendeten Materialien ab.
Der Effekt ist benannt nach den dänischen Ingenieuren Frederik Alfred Johnsen (1887–1930) und Knud Rahbek (1891–1971). Sie beschrieben in ihrem 1923 veröffentlichten Artikel, wie sich der Effekt zum Bau von elektrisch gesteuerten Kupplungen nutzen lässt. Dazu spannten sie ein Metallband über einen rotierenden Zylinder aus porösem, mit einem Elektrolyten getränkten Material. Durch eine elektrische Spannung zwischen Band und Zylinder ließ sich die Reibung des Metallbands steuern. Auf diese Weise wurden in begrenztem Umfang Lautsprecher und Verstärker in Telefonnetzen gebaut. Für diese Anwendung des Effekts hatten Rahbek und Johnsen bereits 1919 ein Patent angemeldet. Neuere Untersuchungen befassen sich mit der Anwendung des Effekts zum Halten von Halbleiter-Wafern im Fertigungsprozess.
Ein theoretisches Modell für den von Johnsen und Rahbek empirisch gefundenen Effekt wurde bereits 1925 von Albino Antinori veröffentlicht. Ein erweitertes Modell wurde von R. Atkinson aufgestellt. Es berücksichtigt zum einen Unvollkommenheiten der Oberflächen, zum anderen wird die Grenzfläche als Kondensator modelliert, an dem eine Feldemission auftritt.